# 薄衣村
薄衣村（うすぎぬむら）は、昭和31年（1956年）まで岩手県東磐井郡にあった村。現在の一関市川崎町薄衣にあたる。

## 地理
- 河川：砂鉄川、千厩川

## 沿革
- 明治22年（1889年）4月1日 - 町村制施行にともない、旧来の薄衣村単独で村制施行。
- 昭和31年（1956年）9月30日 - 門崎村と合併し、川崎村となる。

## 行政
- 歴代村長

| 代     | 氏名         | 就任                       | 退任                       | 備考 |
| ------ | ------------ | -------------------------- | -------------------------- | ---- |
| 1      | 斎藤時保     | 明治22年（1889年）7月13日  | 明治25年（1892年）7月26日  |      |
| 2      | 泉田源三郎   | 明治25年（1892年）10月21日 | 不詳                       |      |
| 3      | 三浦忻郎     | 明治29年（1896年）11月24日 | 明治33年（1900年）2月      |      |
| 4      | 泉田源三郎   | 明治33年（1900年）2月6日   | 明治34年（1901年）11月19日 | 再任 |
| 5〜6   | 高橋国治     | 明治34年（1901年）11月20日 | 明治40年（1907年）4月6日   |      |
| 7〜8   | 三浦喜平治   | 明治40年（1907年）5月8日   | 大正2年（1913年）12月26日  |      |
| 9〜11  | 高橋国治     | 大正2年（1913年）12月27日  | 大正9年（1920年）12月31日  | 再任 |
| 12     | 三浦喜平治   | 大正10年（1921年）1月26日  | 大正13年（1924年）7月25日  | 再任 |
| 13〜14 | 菊池督之介   | 大正13年（1924年）9月24日  | 昭和3年（1928年）12月15日  |      |
| 15     | 高橋秀美     | 昭和4年（1929年）4月10日   | 昭和7年（1932年）1月16日   |      |
| 16〜17 | 高橋国治     | 昭和7年（1932年）11月26日  | 昭和11年（1936年）6月19日  | 三任 |
| 18     | 菊池督之介   | 昭和11年（1936年）6月20日  | 昭和15年（1940年）6月19日  | 再任 |
| 19〜20 | 岩淵美樹之助 | 昭和15年（1940年）7月24日  | 昭和21年（1946年）11月21日 |      |
| 21     | 伊藤正       | 昭和22年（1947年）4月5日   | 昭和26年（1951年）4月4日   |      |
| 22     | 菊田九一     | 昭和26年（1951年）4月24日  | 昭和30年（1955年）4月30日  |      |
| 23     | 瀬上静雄     | 昭和30年（1955年）5月1日   | 昭和31年（1956年）9月29日  |      |